# روكي بالبوا (فلم)
روكي بالبوا (بالإنجليزية: Rocky Balboa) هو الفيلم السادس من سلسلة أفلام روكي، ويعود من خلال هذا الفيلم الممثل والكاتب والمخرج والمنتج سيلفستر ستالون, بعد 30 عاما من تقديمه لهذه الشخصية التي صنعت له الشهرة في كافة أنحاء العالم.

## القصة
الآن، يبلغ روكي بالبوا من العمر ستين عامًا، وقد مر بأوقات متغيرة في حياته، خاصة منذ وفاة زوجته أدريان بسبب سرطان المبيض قبل أربع سنوات. وهو صاحب مطعم صغير ولكنه ناجح إلى حد ما سمي على اسم زوجته المتوفاة. علاقته مع ابنه روبرت، وهو محاسب شركة سيئ الحظ، متوترة إلى حد ما. لقد تقدم باولي في السن وما زال يعمل في منشأة تعبئة اللحوم، لكنه يشعر دائمًا بالذنب بسبب وفاة أخته ويتهم روكي بأنه لا يزال يعيش في الماضي.
في إحدى الليالي، يلتقي روكي بامرأة تدعى ماري، والتي كانت ذات يوم هيبيًا مؤذًا منذ ثلاثين عامًا وقد اصطحبها روكي إلى المنزل ذات مرة. ماري هي أم عزباء لطفل اسمه ستيفنسون وُلد خارج إطار الزواج. أخيرًا، تمكن روكي وماري من التخلص من ماضيهما جانبًا وسرعان ما ازدهرا خلال الأسابيع المقبلة.
في حلبة الملاكمة، يتربع ماسون ديكسون على عرش بطولة الوزن الثقيل، لكنه يتعرض للسخرية في كثير من الأحيان لأنه لم يواجه أبدًا منافسًا حقيقيًا. تبث إحدى شبكات الرياضة محاكاة لما حدث آنذاك والآن، ويشهد روكي ذلك، ويشعر بالحاجة إلى العودة إلى الملاكمة مرة أخرى، على الرغم من أن إصابة رأسه لم تلتئم أبدًا.
بعد تجديد رخصة الملاكمة بنجاح، يتلقى روكي رسالة تفيد بأن باولي قد تم تسريحه من وظيفته في منشأة تعبئة اللحوم ويستقيل ابنه روبرت من منصبه كمحاسب شركة لدعم روكي في مباراته الاستعراضية القادمة مع ماسون. في يوم المباراة الاستعراضية، يسيطر مايسون على الجولة الأولى، لكن روكي المسن يعود دون علمه. تنتهي المباراة بقرار منقسم بفوز مايسون، لكن روكي لا يمانع في أي نتيجة.
وبعد بضعة أيام، يزور روكي قبر أدريان مرة أخرى.

## وصلات خارجية
- روكي بالبوا على موقع IMDb (الإنجليزية)
- روكي بالبوا على موقع ميتاكريتيك (الإنجليزية)
- روكي بالبوا على موقع روتن توميتوز (الإنجليزية)
- روكي بالبوا على موقع نتفليكس (الإنجليزية)
- روكي بالبوا على موقع قاعدة بيانات الأفلام العربية
- روكي بالبوا على موقع ألو سيني (الفرنسية)
- روكي بالبوا على موقع Turner Classic Movies (الإنجليزية)
- روكي بالبوا على موقع أول موفي (الإنجليزية)
- روكي بالبوا على موقع بوكس أوفيس موجو (الإنجليزية)
- روكي بالبوا على موقع فيلمافينيتي (الإسبانية)

1. ↑  وصلة مرجع: http://www.boxofficemojo.com/movies/?id=rocky6.htm.
2. ↑  وصلة مرجع: http://www.sfi.se/sv/svensk-filmdatabas/Item/?itemid=63212&type=MOVIE&iv=Basic.
3. ↑  "قاعدة بيانات الأفلام على الإنترنت" (بالإنجليزية). Retrieved 2017-04-14.{{استشهاد ويب}}:  صيانة الاستشهاد: لغة غير مدعومة (link)
4. ↑  وصلة مرجع: http://www.imdb.com/title/tt0479143/. الوصول: 18 مايو 2016.
5. 1 2 3 4 5 6 7 8  وصلة مرجع: http://www.fandango.com/rockybalboa_98091/movieoverview. الوصول: 18 مايو 2016.
6. 1 2 3 4 5 6 7  وصلة مرجع: http://www.bbfc.co.uk/releases/rocky-balboa-film. الوصول: 18 مايو 2016.
7. 1 2 3 4 5 6 7 8 9 10 11 12 13 14  وصلة مرجع: http://www.imdb.com/title/tt0479143/fullcredits. الوصول: 18 مايو 2016.
8. ↑  وصلة مرجع: http://www.commeaucinema.com/critiques/rocky-balboa,54268. الوصول: 18 مايو 2016.
9. 1 2 3 4  وصلة مرجع: http://www.ofdb.de/film/103013,Rocky-Balboa. الوصول: 18 مايو 2016.
10. ↑  وصلة مرجع: http://www.filmaffinity.com/en/film706925.html. الوصول: 18 مايو 2016.
11. ↑  مذكور في: قاعدة بيانات الأفلام التشيكية السلوفاكية. لغة العمل أو لغة الاسم: التشيكية. تاريخ النشر: 2001.
12. ↑  وصلة مرجع: http://stopklatka.pl/film/rocky-balboa. الوصول: 18 مايو 2016.